# Poolse 1e Leger (1944-1945)
Het Poolse 1e Leger (Pools: Pierwsza Armia Wojska Polskiego), ook bekend als Berling's Leger, was een Poolse legereenheid opgericht in de Sovjet-Unie. Het werd gevormd uit het voormalige Eerste Poolse Korps als onderdeel van het Poolse Volksleger. Het 1e Leger vocht westwaarts, ondergeschikt aan het 1e Wit-Russische Front, tijdens het offensief tegen nazi-Duitsland dat leidde tot de bevrijding van Warschau en januari 1945 en de verovering van Berlijn in mei 1945.

## Oprichting
Het Eerste Leger werd in 1944 in de Sovjet-Unie opgericht uit het toenmalige Eerste Poolse Korps als onderdeel van het Poolse Volksleger. Op 10 augustus 1943 gaven de Sovjets toestemming om de 1e Poolse Infanteriedivisie Tadeusz Kościuszko uit te breiden tot een korps. De nieuwe formatie zou bestaan uit twee infanteriedivisies, een artillerie- en een pantserbrigade, een ondersteunings- en een luchtregiment, vier onafhankelijke bataljons en ondersteuningseenheden. Op 29 juli 1944 werden de Poolse eenheden gereorganiseerd tot het Poolse Eerste Leger.
Van 12 tot 14 oktober 1943 voerde de Eerste Poolse Infanteriedivisie een aanval uit op Lenino nabij Smolensk, en leed daarbij 25 procent verliezen. Later vocht de 1e Kosciuszko-infanteriedivisie in Berlijn rond de Rijkskanselarij en de Rijksdag. In dit stadium van de oorlog speelde Polen een behoorlijk grote rol in de opmars van de Sovjet-Unie naar het westen. Er werden 200.000 manschappen ingezet. Dit was ongeveer tien procent van de troepenmacht die deelnam aan de opmars van Zjoekov en Konev naar Berlijn.

## Personeel

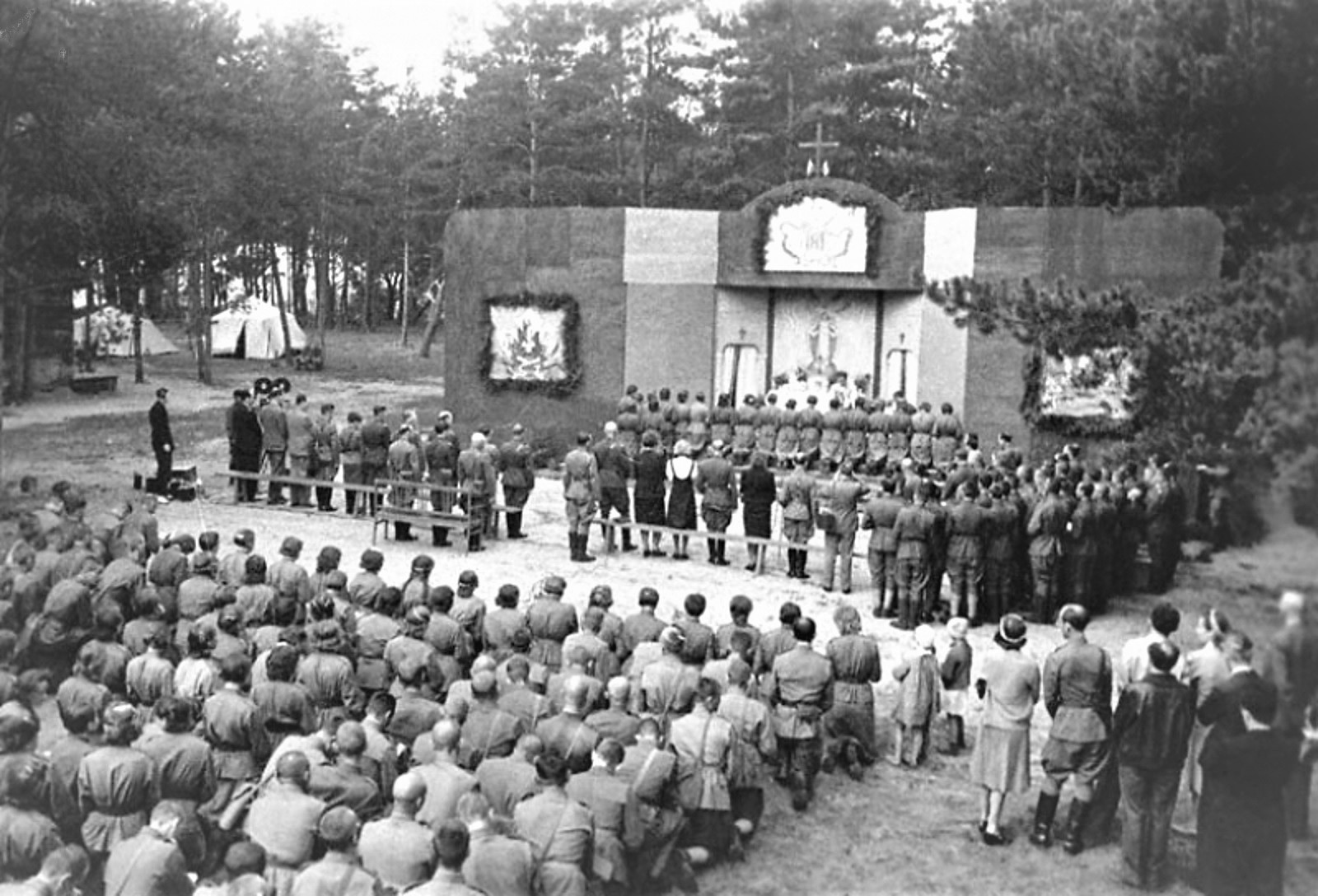
Soldaten van de 1e Infanteriedivisie Tadeusz Kościuszko tijdens een gebed, 1943

Aanvankelijk werden de Poolse militairen van het Poolse Eerste Leger gerekruteerd uit Poolse soldaten die gevangen waren genomen tijdens de Sovjet-invasie van Polen in 1939 en uit Polen die in de periode 1939-1941 uit het door de Sovjet-Unie bezette Polen waren gedeporteerd. Zij vormden vrijwel de gehele frontlinie van het Eerste Leger. Toch dienden veel Sovjet-Russische militairen in het Eerste Leger, waaronder 39% van de officieren en technische specialisten, terwijl voor de hogere officieren het percentage 75% bedroeg.
Toen het Rode Leger de Poolse gebieden ten westen van de Curzonlinie binnentrok, kwamen er ook dienstplichtigen uit die gebieden beschikbaar voor het Poolse Eerste Leger (en het Poolse Tweede Leger), overeenkomstig het decreet van het Poolse Comité voor Nationale Bevrijding van 15 augustus 1944.
Tot oktober 1944 stond het Eerste Leger onder bevel van luitenant-generaal Zygmunt Berling. Zijn tweede man was luitenant-generaal Karol Świerczewski.

## Operationele geschiedenis
Opererend als onderdeel van het Rode Leger, kwam het Eerste Leger voor het eerst in actie in de zomer van 1944 als onderdeel van het 1e Wit-Russische Front aan de rechtervleugel van het Lvov-Sandomierz-offensief, een grootschalige Russische aanval in het zuiden van het huidige Oekraine, waarbij het vocht tijdens de Sovjet-oversteek van de rivier de Wisla rond Dęblin en Puławy. In september van dat jaar raakten eenheden van het Eerste Leger betrokken bij hevige gevechten tijdens de laatste fase van de Opstand van Warschau, nadat ze de rivier de Wisla waren overgestoken na de verovering van de oostelijke wijk Praga in Warschau. Ze leden hierbij zware verliezen.
Nadat het Eerste Leger in januari 1945 eindelijk de macht in Warschau had overgenomen, nam het deel aan het Wisla-Oderoffensief en trok daarna op richting Bydgoszcz. Het Poolse Eerste Leger vocht vervolgens in Pommeren, brak door de versterkte linie van de Pommernwall en veroverde in maart Fort Kolberg, een zwaar versterkte stad. De eenheden rukten op naar het noordoosten tot aan Gdansk en Kępa Oksywska. Tijdens de gevechten om de Pommerse vestingwerken te penetreren, voerde de 1e "Warschau" Cavaleriebrigade de laatste bereden aanval van de Poolse cavalerie uit bij het dorp Schönfeld (nu Żeńsko in de Poolse gemeente Wierzchowo).

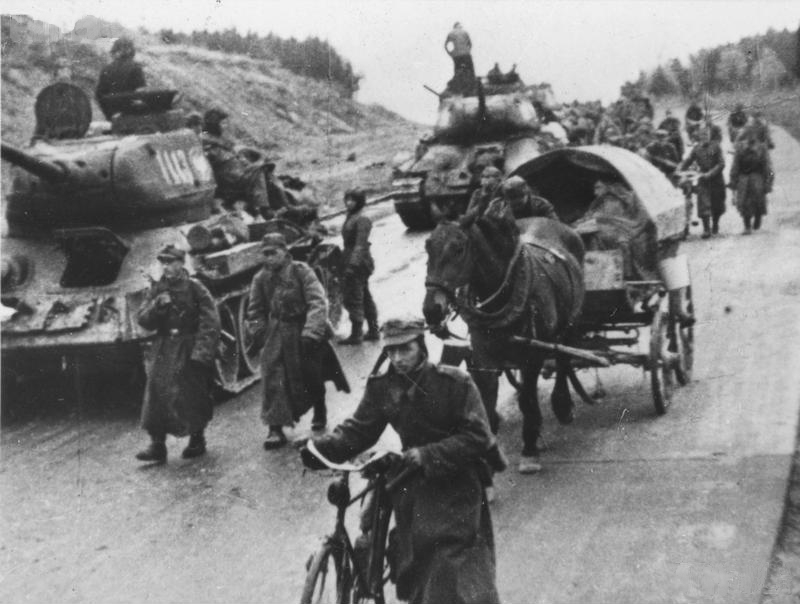
Het Poolse Eerste Leger op weg naar Berlijn, 1945

In het voorjaar van 1945 werd het leger, dat inmiddels 78.556 soldaten telde, overgeplaatst naar het front aan de Oder ter voorbereiding op het laatste Sovjetoffensief van de oorlog in Europa. Ook het Poolse Tweede Leger trad in diezelfde linie in de strijd. Samen leverden de twee legers ongeveer 10% van de totale strijdmacht die aan de operatie deelnam. De Poolse eenheden van het Eerste Leger staken het Hohenzollernkanaal over en rukten op naar Kremmen, Flatow, Paaren en Nauen. Ze beëindigden hun campagne door deel te nemen aan de Slag om Berlijn. Bij deze slag bedroeg de sterkte van het Poolse Eerste Leger ruim 74.000 man,  waarmee het 7,5% van de sterkte van het Eerste Wit-Russische Front van de Sovjet-Unie uitmaakte, dat in totaal ruim 980.000 man telde.  Tijdens het Berlijnse offensief leed het Poolse Eerste Leger verliezen van ruim 10.400 man.  De troepen van de 1e Infanteriedivisie, ondersteund door de 2e Houwitserartilleriebrigade en de 1e Onafhankelijke Mortierbrigade, vochten in Berlijn rond de Technische Universiteit en de zuidwestelijke kant van de Großer Tiergarten, dicht bij de Zoologischer Garten Berlin. 
Het leger werd na de oorlog op 22 augustus 1945 ontbonden.  De onderdelen ervan dienden vervolgens in de strijdkrachten van de nieuw opgerichte Poolse Volksrepubliek.